# Григор Ракиджиев
Григор Ракиджиев (изписване до 1945 година: Григоръ Ракиджиевъ) е български революционер, деец на Вътрешната македоно-одринска революционна организация.

## Биография
Григор Ракиджиев е роден в македонския български град Прилеп, тогава в Османската империя, днес в Северна Македония. Присъединява се към ВМОРО и влиза в четата на Тале Христов. Цялата чета е избита в сражение на 6 (19) юли 1903 година при Беловодица от османски аскер малко преди началото на Илинденско-Преображенското въстание.